# Sovevogn
En sovevogn er en særlig form for vogn, som anvedes i visse tog, der kører om natten. Vognene har kupéer med køjesenge, oftest 2-3 pr. kupé. Kupéerne kan hurtigt omdannes, så de består af almindelige siddepladser, så passagererne også kan opholde sig i kupéen i dagtimerne.